# Charles Petrie
Charles Petrie (1895-1977) fue un historiador británico.

## Biografía
Nació en Liverpool en 1895. De ideología monárquica y conservadora, defendió la posibilidad, vista como una solución temporal, de instaurar un régimen fascista en el Reino Unido, a mediados de la década de 1920. Fue miembro de la organización Friends of Spain, opuesta a la República española, y del January Club, apoyo de la British Union of Fascists. Petrie, que dedicó parte de su obra al estudio de la historia de España, tras el estallido de la guerra civil española apoyó a Franco y al bando sublevado. También escribió, entre otros muchos temas, sobre la historia de la diplomacia y el movimiento jacobita. Falleció en 1977.
Participó, junto a Louis Bertrand, en la redacción de The History of Spain, una historia de España de varios tomos. Entre otras obras de las que fue autor se encuentran títulos como Mussolini (1931), Lords of the Inland Sea. A Study of the Mediterranean Powers (1937), The Chamberlain Tradition (1938), Earlier Diplomatic History: 1492-1713 (1949) y Diplomatic History: 1713-1933 (1949), The Jacobite Movement: The First Phase, 1688-1716 (1948) y The Jacobite Movement: The Last Phase, 1716-1807 (1950), Monarchy in the 20th Century (1952), The Marshal Duke of Berwick: The Picture of an Age (1953), The Victorians (1960), King Alfonso XIII and His Age (1963), Don John of Austria (1967) y King Charles III of Spain: An Enlightened Despot (1971).